# Armagh City Football Club
L'Armagh City Football Club és un club de futbol nord-irlandès de la ciutat d'Armagh. Ha guanyat la lliga nord irlandesa-First Division (2004-05), la Mid-Ulster Cup (2000/1), la Bob Radcliffe Cup (1991/2 i 2004/5), la Mid-Ulster League (1973/4), la Mid-Ulster Shield: (1969/70), Alan Wilson Memorial Trophy: 1(1972/3) i l'Alexander Cup (1973/4) El club va ser fundat l'any 1964 amb el nom de Milford Everton, i residia a la vila de Milford (Donegal), als afores d'Armagh. L'afegitó Everton era en honor del club anglès favorit del fundador del club, l'Everton FC. Quan es traslladà a Holm Park el 1994 adoptà l'actual nom.